# 영빈 이씨 (만력제)
영빈 이씨(중국어: 李榮嬪, 1568년 - 1626년)는 명 신종 만력제의 후궁 중 한 사람으로, 아버지는 이산, 어머니는 여씨이다. 하남 카이펑부 샹푸현 출신으로, 만력 10년 (1582년) 15세에 9빈(九嫔) 중 한 명으로 입궁하였다. 그 아버지 이산은 딸이 귀해지자, 5품 금의위 정천호로 봉해졌다. 
영빈 이씨는 자녀를 낳은 적이 없다. 천계 6년 (1626년) 4월 21일, 영빈 이씨는 59세의 나이로 사망하였고, 같은 해 윤6월 12일에 하관되었다.

## 참고자료
- 《신묘영빈이씨광지》